# Штаммбах
Штаммбах (нім. Stammbach) — громада в Німеччині, розташована в землі Баварія. Підпорядковується адміністративному округу Верхня Франконія. Входить до складу району Гоф.
Площа — 34,66 км2. Населення становить 2345 ос. (станом на 31 грудня 2020).